# Vecio Valente
Vecio Valente, o Vetio Valente, (en latín Vettius Valens) (Antioquía, 120 d. C. - c. 175) fue un astrólogo helenístico del siglo II, coetáneo, aunque algo más joven, de Claudio Ptolomeo.
La obra principal de Vecio Valente es la Antología (en latín: Anthologia), diez volúmenes en escritos en griego en el período 150 a 175 aproximadamente. La Antología es el tratado más largo y detallado sobre astrología que ha sobrevivido de ese período. Vecio Valente, astrólogo profesional en activo, incluye más de cien gráficos de ejemplo de sus cartas astrales de casos en la Antología.

## Viajes
Natural de Antioquía, debió viajar bastante por Egipto buscando doctrinas astrológicas concretas que le ayudaran a reforzar su práctica. En ese momento, Alejandría todavía era el hogar de varios astrólogos practicantes de las antiguas tradiciones babilónica, griega y egipcia. Publicó bastante de lo que aprendió de la tradición y mediante la práctica en su Antología, escrita con un estilo instructivo y atractivo. La Antología es, por lo tanto, una obra de gran valor para reunir las técnicas de trabajo reales de la época.
El trabajo de Vecio Valente también supone una importante aportación al citar las opiniones de varios autores y autoridades anteriores, como Teucro de Babilonia, que de otro modo serían desconocidos. Los fragmentos de obras atribuidas al supuesto faraón Nequepso y al sumo sacerdote Petosiris, autores pseudoepígrafos del siglo II a. C., se conservan principalmente gracias a las citas directas realizadas en su obra por Vecio Valente.
Los tres manuscritos de la Antología se fechan en 1300 o más tarde. El texto, sin embargo, parece ser bastante fidedigno y completo, aunque desorganizado en algunas partes.
Frente a Ptolomeo, el astrónomo, matemático, astrólogo de la antigua Alejandría y autor de Tetrabiblos (el texto astrológico más influyente jamás escrito), generalmente considerado como el coloso de la astrología del período helenístico en los muchos siglos posteriores a su muerte, Vecio Valente se muestra una astrología más práctica y real del período en los métodos elaborados en la Antología. Los especialistas modernos tienden a contraponer ambas figuras, más o menos contemporáneas y conviviendo en Alejandría. Sin embargo, la obra de Vecio Valente elaboró las técnicas más prácticas que surgieron de la tradición antigua, mientras que Ptolomeo, en gran medida científico, tendió a centrarse más en crear un modelo más teórico y consistente basado en su marco causal aristotélico. El balance que ofrece la Antología de Vecio Valente es, por tanto, muy instructivo: ningún otro autor helenístico ha contribuido tanto a nuestra comprensión de los métodos astrológicos prácticos y cotidianos de la cultura de época romana temprana y tardohelenística.
Decidiendo que la religión tradicional era ineficaz, encontró en el destino (en latín, fatum) una religión sustitutiva. Para él, la determinación absoluta proporcionaba satisfacción emocional y despertaba un sentimiento casi místico. Saber que todo ya estaba predeterminado le confería a uno una sensación de liberación de la ansiedad y una sensación de salvación.

## Obras
- Antologías:[6]
  - Anthologies, livre I, edición y traducción de Joëlle-Frédérique Bara, Leyde, Brill, 1989. Traducción al francés.[7]
  - Anthologies, traducción al inglés (Proyecto Hindsight):
    - The Anthology (Book I), Berkeley Springs (Virginia Occidental, Estados Unidos) 1993;
    - The Anthology (Book II, Part I), Berkeley Springs (Virginia Occidental, Estados Unidos), 1994;
    - The Anthology (Book IV), Berkeley Springs (Virginia Occidental, Estados Unidos), 1993;
    - The Anthology (Book V & VI), Cumberland (Maryland, Estados Unidos), Project Hindsight, 1997.
- Astrologica. : Quorum titulos uersa pagella indicabit, 1532, traducción al latín y edición de Joachim Camerarius y Helius Eobanus Hessus.[8]